# New Corella
New Corella is een gemeente in de Filipijnse provincie Davao del Norte op het eiland Mindanao. Bij de laatste census in 2007 had de gemeente ruim 46 duizend inwoners.

## Geografie

### Bestuurlijke indeling
New Corella is onderverdeeld in de volgende 20 barangays:
| - Cabidianan - Carcor - Del Monte - Del Pilar - El Salvador - Limba-an - Macgum - Mambing - Mesaoy - New Bohol | - New Cortez - New Sambog - Patrocenio - Poblacion - San Jose - San Roque - Santa Cruz - Santa Fe - Santo Niño - Suawon |

## Demografie
New Corella had bij de census van 2007 een inwoneraantal van 46.311 mensen. Dit zijn 1.721 mensen (3,9%) meer dan bij de vorige census van 2000. De gemiddelde jaarlijkse groei komt daarmee uit op 0,52%, hetgeen lager is dan het landelijk jaarlijks gemiddelde over deze periode (2,04%). Vergeleken met de census van 1995 is het aantal mensen met 4.696 (11,3%) toegenomen.

De bevolkingsdichtheid van New Corella was ten tijde van de laatste census, met 46.311 inwoners op 263,12 km², 176 mensen per km².